# Merosargus subobscurus
Merosargus subobscurus är en tvåvingeart som beskrevs av Lindner 1969. Merosargus subobscurus ingår i släktet Merosargus och familjen vapenflugor. Inga underarter finns listade i Catalogue of Life.